# كنوت هاوغلاند
كنوت هاوغلاند (بالنرويجية البوكمول: Knut Haugland)‏ هو مقاوم نرويجي، ولد في 23 سبتمبر 1917 في ريوكان في النرويج، وتوفي في 25 ديسمبر 2009 في أوسلو في النرويج.

## وصلات خارجية
- كنوت هاوغلاند على موقع IMDb (الإنجليزية)
- كنوت هاوغلاند على موقع قاعدة بيانات الفيلم (الإنجليزية)